# برنارد خوري
برنارد خوري (1968  م) هو مهندس معماري لبناني، ولد في العاصمة اللبنانية بيروت، وسافر إلى الولايات المتحدة في 1991، لدراسة الهندسة المعمارية في كلية رود أيلاند للتصميم،  وحصل على درجة الماجستير في الدراسات المعمارية من جامعة هارفارد (M.Arch 1993)، بدأ ممارسة عمله بشكل مستقل في عام 1993، واكتسب مكتبه سمعة دولية على مدار خمسة عشر عامًا، وأنجز مجموعة متنوعة من المشاريع المحلية والخارجية.

## خلفية
كان برنارد خوري يعيش داخل لبنان وخارجه خلال السنوات الأولى من الحرب الأهلية، حصل على بكالوريوس الفنون الجميلة في عام 1990 وبكالوريوس الهندسة المعمارية في عام 1991 من كلية رود آيلاند للتصميم، وحصل على درجة الماجستير في الدراسات المعمارية في عام 1993 من جامعة هارفارد.

## مسيرته
بدأ خوري مسيرته المهنية بعد فترة قصيرة من دراساته العليا في بيروت ما بعد الحرب، والتي أصبحت أرضه التجريبية حيث أنتج 16 مشروعًا غير مبني على مدار أربع سنوات (1993-1997). وخلال السنوات الأولى من ممارسته، كان مدعومًا ماليًا من قبل شركة تصنيع الأثاث في عائلته والتي زودته باستوديو للتصميم ومنحته الوصول إلى ورشة العمل ومرافق التصنيع في مصانعهم.
حاز خوري على اهتمام الجمهور والنقد عند الانتهاء من «نادي B018 للموسيقى» في عام 1998، وهو أول مشروع تم بناؤه. حيث أثار هذا المبنى سلسلة من المشاريع المؤقتة، والتي بنى خوري من خلالها سمعة لقدرته على إنتاج تدخلات مهمة في المناطق التي تعاني من مشاكل.
في وسائل الإعلام، أطلقت منشورات مختلفة على خوري «الفتى الشرير» للهندسة المعمارية في الشرق الأوسط.
جاء عملاء خوري الأوائل في المقام الأول من صناعة الترفيه، ثم أنتج مشاريع للبنوك المحلية.
كانت لجنته الدولية الأولى، مشروع Pfefferberg، في برلين (1999-2001) وتألفت من تحويل كتلة صناعية إلى حي ثقافي، واتبعت اللجان التي أجهضت في أوروبا بما في ذلك مشروع سانتا سيزاريا في إيطاليا (2007)، وكذلك المشاريع السكنية في إنجلترا وإسبانيا وصربيا.
ثم عمل في لجان مثل مركز تومو للتقنيات الإبداعية في 2011، وتومو بارك في 2011، والمخطط الرئيسي للبيجي بارك 2013 في يريفان أرمينيا، بالإضافة إلى AGBU NKR Campus في 2014 في مرتفعات قرة باغ.
تم الانتهاء من أول مبنى دائم لخوري "IB3 Building" في عام 2006 في بيروت، ثم بعد ذلك "القطعة رقم 732" (بالإنجليزية: Plot # 732)‏ في 2008،  و"القطعة رقم 183" في 2009،  و"القطعة رقم 893" في 2010،  وكلها تشغل النسيج الحضري المحيط بها، تلا ذلك التطورات في المخططات رقم 1314 و2251 في 2013 في بيروت، والتي صمم فيها خوري محل إقامته. و"القطعة رقم 4371" في 2009، وهو مشروع سكني حديث، يسمح لسكانه بنقل سياراتهم رأسياً داخل المباني وإيقافها في غرف المعيشة الخاصة بهم. وتتميز "القطعة رقم 1282" في 2010، والمعروفة أيضًا باسم Factory Lofts، بألواحها الرفيعة والانفتاح على جميع الاتجاهات، ويبلغ طولها 166 مترًا ويبلغ محيطها 430 متر طولي. و"القطعة رقم 1072" في 2009، والمعروفة أيضًا باسم Skyline)،  و"القطعة رقم 1342" في 2010، والمعروفة أيضًا باسم Paramount)  والقطعة رقم 450" في 2014، والمعروفة أيضًا باسم Grand Hotel de Beirut)  هي التطورات السكنية الشاهقة.
على نطاق أصغر تم إنتاج عدد من مشاريع خوري بشكل رئيسي في المناطق الجبلية في لبنان بما في ذلك مبنى (بالإنجليزية: القطعة رقم 7950)‏ في 2010 الذي يضم 52 محركًا تعمل على سطحه القابل للسحب.

## قائمة أعماله
- مشروع Centrale (عام 2000) [7][23][31][32]
- Yabani في 2001 [19][23][31][33]
- مبنى البنك اللبناني للتجارة، في 2004.
- جناح «بنك بيروت» في شتورة في 2005.[33][34][35]
- مطعم «بلاك بوكس»، بيروت، لبنان. (2005).[23][33]

بعض أعماله في دول العالم العربي:
- سوق الفنطاس (2003) [23][35]
- تنمية الأندلس (2006) [34][35] في الكويت
- مشروع خليج الأرجان التجاري (2006) [35]
- منتجع عجمان (2012-2013) [24] في دولة الإمارات العربية المتحدة
- Al Qurm Mixed Use Development في 2012 [36] في عمان
- سر من رأى (بالإنجليزية: Surramanraa)‏ في 2005 [23][31][34][37] في الرياض
- الحدائق المعلقة في المنامة (2011) [24] في البحرين.

## أكاديمياً
درس خوري في الجامعة الأمريكية في بيروت (1994، 1995، 2003، 2010)، وكلية الفنون التطبيقية في لوزان (2008) و l'Ecole Speciale d'Architecture في باريس (2011-2012)، وهو المؤسس المشارك للمركز العربي للعمارة.

## تجريبي
- 2013 - (بالفرنسية: C’était un Rendez-vous)‏ في المركز الثقافي المعاصر في مدينة مكسيكو، المكسيك[45]
- 2012 - (بالإنجليزية: I Wish I Could Make Them All Look Like You)‏، في بيروت، لبنان[46][47][48][49]
- 2010 - انحراف بيروت، تم تكليفه لعرض "Spazzio" الافتتاحي لمتحف MAXXI روما، إيطاليا[50][51]
- 2009 - (بالإنجليزية: Catherine Wants to Know)‏ عرض فردي في مركز بيروت للفنون في بيروت، لبنان[52][53]
- 2008 - P.O.W 08 لبرنامج "YOU Prison" الجماعي في مؤسسة ساندريتو تورينو، إيطاليا[54][55]
- 2006 - SS / DW عرض في مجموعة "Moving Homes" في معرض صفير سملر بيروت، لبنان[56]
- 1991 - Evolving Scars في جامعة هارفارد كامبريدج، الولايات المتحدة.[23][33][34]

## جوائز
- 2008 - جائزة CNBC [36][57][58]

## روابط خارجية
- الموقع الرسمي لبرنارد خوري